# NGC 7183
NGC 7183 este o emission-line galaxy⁠(d) situată în constelația Vărsătorul. A fost descoperită în 23 septembrie 1786 de către William Herschel. Se află la o distanță de 36,48 de megaparseci de Pământ.